# Филинская (Терменгский сельсовет)
Филинская — деревня в Верховажском районе Вологодской области.
Входит в состав Нижне-Важского сельского поселения (до 2015 года входила в Терменгское сельское поселение), с точки зрения административно-территориального деления — в Терменгский сельсовет.
Расстояние по автодороге до районного центра Верховажья — 15,1 км, до деревни Куколовской — 3 км. Ближайшие населённые пункты — Фроловская, Горка, Клыково, Пахомовская.
По переписи 2002 года население — 13 человек.